# يوسوفا نجي
يوسوفا نجي (مواليد 1 مارس 1994) هو لاعب كرة قدم غامبي يلعب في مركز المهاجم في نادي سانتوس معار من نادي المرخية.

## روابط خارجية
- يوسوفا نجي على موقع قاعدة بيانات كرة القدم.إي يو (الإنجليزية)
- يوسوفا نجي على موقع ناشيونال فوتبول تيمز (الإنجليزية)
- يوسوفا نجي على موقع Soccerbase.com (لاعب) (الإنجليزية)
- يوسوفا نجي على موقع Soccerway.com (الإنجليزية)
- يوسوفا نجي على موقع عالم كرة القدم.نت (الإنجليزية)